# 후쿠소촌
후쿠소촌(福相村)은 히로시마현 아시나군에 설치되었던 촌이다. 현재의 후쿠야마시에 해당한다.